# Emiliano Mondonico
Emiliano Mondonico (Rivolta d’Adda, 1947. március 9. – Milánó, 2018. március 29.) olasz labdarúgó, edző.

## Pályafutása

### Játékosként
A Rivoltana korosztályos csapatában kezdte a labdarúgást. 1966 és 1968 között a Cremonese, 1968 és 1970 között a Torino játékosa volt. Az 1970–71-es idényben a Monza, a következőben az Atalanta csapatában szerepelt. 1972 és 1979 között ismét a Cremonese labdarúgója volt.

### Edzőként
1981-ben korábbi klubja, a Cremonese vezetőedzője lett és öt idényen vezette a csapat szakmai munkáját. Az 1986–87-es idényben a Como együttesénél dolgozott. 1987 és 1990 között az Atalanta, 1990 és 1994 között a Torino vezetőedzője volt. A torinói csapattal 1991-ben közép-európai kupát, 1993-ban olasz kupát nyert. 1994 és 1998 között ismét az Atalanta, majd 1998 és 2000 a Torino edzője volt. A 2000–01-es idényben a Napoli csapatánál dolgozott. 2001 és 2003 között a Cosenza, 2003-04-ben a Fiorentina, 2006-07-ben az AlbinoLeffe, 2007 és 2009 között a Cremonese, 2009 és 2011 között ismét az AlbinoLeffe, 2012-ben a Novara együttesénél tevékenykedett.

## Sikerei, díjai
Edzőként
 Torino
- Közép-európai kupa
  - győztes: 1991
- Olasz kupa (Coppa Italia)
  - győztes: 1993